# 李家驥
李家驥（1899年—1939年1月27日），字龍超。河北省靜海縣人。他為抗日戰爭期間陣亡的中國軍方高級將領之一。

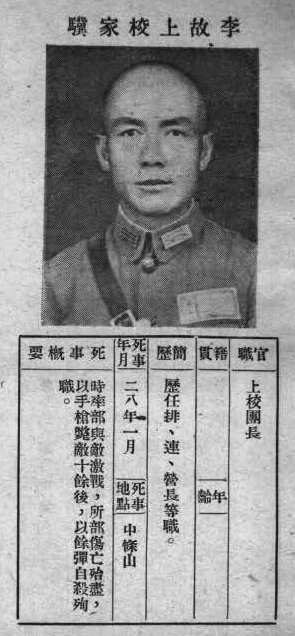
《抗戰軍人忠烈錄》（第一輯）中的李家驥烈士遺像

## 生平[1]
保定軍校六期畢業，抗戰中任獨立第47旅第741團團長，於民國28年1月27日，在晉南中條山會戰壯烈成仁。